# 크루오리아과
크루오리아과(Cruoriaceae)는 진정홍조강 돌가사리목에 속하는 홍조식물과의 하나이다. 2속 8종으로 이루어져 있다.

## 하위 속
- 크루오리아속 (Cruoria) - 7종
- Pseudopolyides - 유일종 P. furcellarioides